# Guskov
Guskov je priimek več oseb:
- Aleksej Viktorovič Guskov, ruski nogometaš
- Nikolaj Fjodorovič Guskov, sovjetski general